# Bischofsgrün
Bischofsgrün est une commune de Bavière (Allemagne), située dans l'arrondissement de Bayreuth, dans le district de Haute-Franconie.

## Sport
La commune possède un tremplin de saut à ski ; le combiné nordique y est également pratiqué.